# Rodovia dos Imigrantes

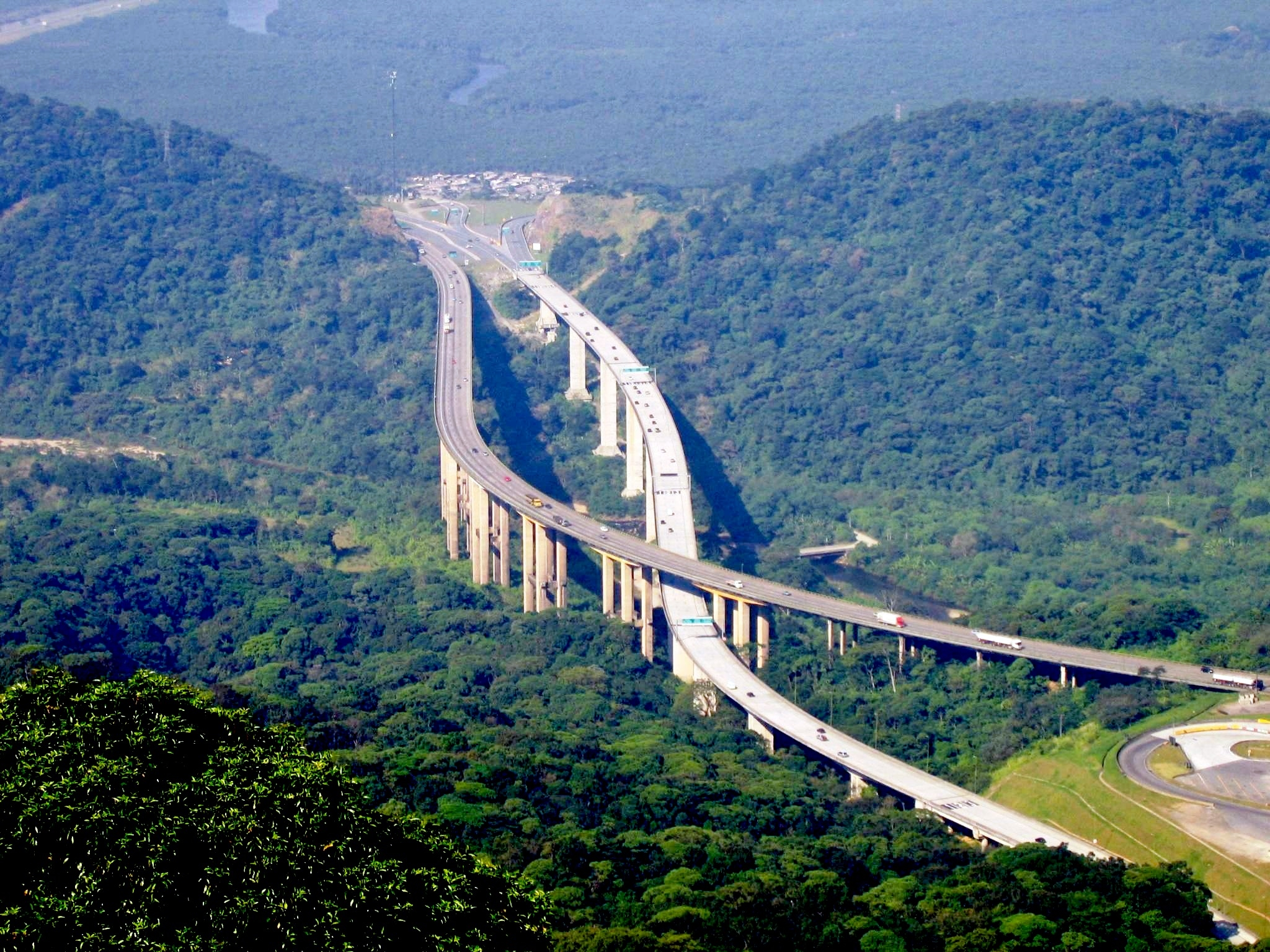
Vue de l'autoroute SP-160 Rodovia dos Imigrantes - Viaduc de la Serra do Mar (Cubatão)

Rodovia dos Imigrantes (Autoroute des Immigrands), est une autoroute de l'État de São Paulo au Brésil codifiée SP-160.
Il s'agit de la principale voie d'accès entre la ville de São Paulo et la région de Baixada Santista sur la côte sud, avec une circulation automobile très intense, surtout en été et pendant les vacances.
Elle fait partie du complexe autoroutier appelé Sistema Anchieta-Imigrantes qui comprend aussi les autoroutes SP-150 Anchieta, SP-55 Padre Manuel da Nóbrega et SP-248/55 Cônego Domenico Rangoni.
La Rodovia dos Imigrantes compte 44 viaducs, 7 ponts et 11 tunnels, sur une longueur de 58,5 km. L'autoroute a récemment été agrandie, une prouesse très audacieuse de l'ingénierie routière brésilienne, avec de longs tunnels et de hauts ponts et viaducs à six voies construits au-dessus de la forêt tropicale qui recouvre les montagnes de la Serra do Mar, la chaîne de montagnes qui sépare le plateau de São Paulo des plaines balnéaires. Pendant les weekends, plus d'un million d'automobiles parcourent les 60 km qui séparent la ville de São Paulo de la mer.

## Histoire
Dès le milieu des années 1950, les techniciens de la D.E.R. - Direction des routes de l'État de São Paulo ont alerté les autorités sur le fait que la Rodovia Anchieta (l'autoroute SP-150), inaugurée en 1947, allait vite atteindre un niveau de saturation élevé et dangereux. Ils ont réalisé des études et mis en évidence la nécessité de construire une nouvelle autoroute. En 1955, l'autoroute SP-150 avait enregistré 16 accidents avec 5 accidents mortels, un record pour l'époque
En 1969, une entreprise d'économie mixte, DERSA, est créée pour construire, gérer et entretenir la liaison avec Baixada. Le projet était considéré à l'époque comme révolutionnaire, avec une autoroute essentiellement composée de viaducs et de tunnels, traversant la Serra do Mar. Le projet initial prévoyait deux chaussées à quatre voies sur le tronçon plateau et à trois voies sur le tronçon Serra : une voie ascendante à trois voies, une voie descendante à deux voies complétée par une troisième chaussée réversible à deux voies. Le projet, conçu en collaboration avec la filiale brésilienne de l'entreprise italienne Impregilo, prévoyait que les trois chaussées du tronçon Serra seraient parallèles.

### Construction
Le 23 janvier 1974, la première pierre de l'autoroute est posée. La chaussée nord est ouverte au trafic le 28 juin 1976. Lors de la construction de cette première partie de l'autoroute, les ingénieurs ont remarqué plusieurs problèmes qui rendaient irréalisable le projet initial de trois chaussées parallèles : le relief accidenté avait créé des problèmes de glissements de terrain, engendrant des coûts très élevés pour les ancrage des piles et le percement des tunnels.
Le projet d'origine a été modifié et, contraint par de sérieux problèmes budgétaires, DERSA abandonne la réalisation du projet d'origine avec une troisième chaussée réversible et exploite la chaussée nord en 2 x 2 voies.
Lorsqu'en 1993, l'idée de donner en concession la gestion des autoroutes DERSA a été validée, l'appel d'offres pour la gestion du système autoroutier Anchieta-Imigrantes a inclus l'obligation de construire également la seconde chaussée. Le 27 mai 1998, l'entreprise privée Ecovias a été désignée concessionnaire pour une durée de 20 ans pour l'exploitation et l'entretien de l'ensemble du système Anchieta-Imigrantes avec l'obligation de construire la seconde chaussée de la "Rodovia dos Imigrantes". Cette chaussée, construite par l'entreprise italienne Impregilo, suit un tracé différent de la chaussée nord. Elle a été ouverte le 17 décembre 2002. Elle comporte des tunnels plus longs et des viaducs plus modernes que ceux de la première chaussée de 1976.
Les deux chaussées de la "Rodovia dos Imigrantes" sont réversibles. Le gestionnaire du Système Anchieta-Imigrantes peut inverser le sens de circulation des chaussées ou faire circuler tous les véhicules dans le même sens lorsque le trafic est très intense, généralement, la veille des vacances au cours desquelles les voies sont unidirectionnelles dans le sens de la capitale vers la côte ou, à la fin de celles-ci, le sens de circulation est inversé de la côte vers la capitale. Lorsque l'autoroute est placée en mode unidirectionnel, le trafic en sens inverse est détourné sur la Rodovia Anchieta.
La chaussée nord de l'autoroute Imigrantes compte 11 tunnels, la chaussée sud en compte 4, dont deux sont les plus longs du Brésil, 3 146 et 3 009 mètres. La construction de la voie nord, en 1974/76, a nécessité la déforestation de 16 000 000 m2 de montagne ; la construction de la chaussée sud, ouverte en 2002, n'a déboisé que 400 000 m2.
Le tracé de l'autoroute comporte une forte pente (6 %) sur 11 km et beaucoup de tunnels (70 % du tronçon) ce qui, selon le Département d'ingénierie et d'aéronautique de l'Université de São Paulo (USP) São Carlos, n'offre pas les conditions de sécurité nécessaires pour la circulation des poids lourds (jusqu'à 74 tonnes de PTRA). C'est pourquoi, un arrêté du 5ème Tribunal des Finances Publiques de São Paulo, a interdit la circulation aux gros camions et aux autobus dans la partie montagneuse dans le sens descendant.

### Circulation en convoi
Pendant les périodes de fort brouillard rendant la visibilité très faible, le gestionnaire Ecovias et la police routière de São Paulo prennent la tête de convois en occupant toutes les voies et guident les véhicules à basse vitesse pour minimiser le risque d'accident.